# 泣いた赤鬼
『泣いた赤鬼』（ないたあかおに）は、浜田廣介作の児童文学である。浜田の代表作で、学校教科書にも採用された。初出は『おにのさうだん』の表題で『カシコイ小学二年生』（精文館）1933年8月号から連載。初版は1935年7月に刊行された『ひろすけひらかな童話』岡村書店に所収。

## あらすじ
とある山の中に、一人の心優しい赤鬼が住んでいた。赤鬼はずっと人間と仲良くなりたいと思って、「心のやさしい鬼のうちです。どなたでもおいでください。おいしいお菓子がございます。お茶も沸かしてございます」という立て札を書き、家の前に立てておいた。しかし、人間たちは疑い、誰一人として赤鬼の家に遊びに来ることはなかった。赤鬼は非常に悲しみ、信用してもらえないことを悔しがり、終いには腹を立て、せっかく立てた立て札を引き抜いてしまった。
一人悲しみに暮れていた頃、友達の青鬼が赤鬼の元を訪れる。赤鬼の話を聞いた青鬼は「ぼくが人間の村へ出かけて大暴れをする。そこへ君が出てきて、こらしめる。そうすれば人間たちにも君がやさしい鬼だということがわかるだろう」という策を思いつく。これでは友人に申し訳ないと思う赤鬼だったが、青鬼は強引に赤鬼を連れ、人間達が住む村へと向かうのだった。
そしてついに作戦は実行された。青鬼がわざと村の人達を襲い、赤鬼が懸命に防ぎ助ける。作戦は成功し、おかげで赤鬼は人間と仲良くなり、村人達は赤鬼の家に遊びに来るようになった。人間の友達が出来た赤鬼は毎日毎日遊び続け、充実した毎日を送る。
だが、赤鬼には一つ気になることがあった。それは、親友である青鬼があれから一度も遊びに来ないことであった。今村人と仲良く暮らせているのは青鬼のおかげであるので、赤鬼は近況報告もかねて青鬼の家を訪ねることにした。しかし、青鬼の家の戸は固く締まっており、戸の脇に「赤鬼くん、人間たちと仲良くして、楽しく暮らしてください。もし、ぼくが、このまま君と付き合っていると、君も悪い鬼だと思われるかもしれません。それで、ぼくは、旅に出ることにしました。長い長い旅に出るけれども、いつまでも君を忘れません。さようなら、体を大事にしてください。ぼくはどこまでも君の友達です。青鬼」という青鬼からの置手紙が貼ってあった。赤鬼は黙ってそれを2度も3度も読み上げ、涙を流すのだった。

## その他
- 1989年、青鬼は香川県の「観光客を温かく迎える親切運動」のマスコットキャラクター「親切な青鬼くん」として採用された[4]。西日本放送では2014年3月まで香川県の県政テレビ番組「親切な青鬼くんの週刊かがわ」が放送されていた。その後2016年にスタートした消防団員応援制度（県内の協力店舗で消防団員が割引などの優待を受けられる制度）のマスコットキャラクターに転身し、「青鬼団長くん」と改名している[5]。
- おにの赤べえ - 童話会時代の弟子にあたる、寺村輝夫の創作昔話の代表作。「『泣いた赤鬼』に対抗してみた」と、寺村は何冊かの書籍で語っている。
- 2011年、山崎貴と八木竜一合同監督によりタイトルを『friends もののけ島のナキ』として、3DフルCGで映画化して公開。
- 2014年、江戸糸あやつり人形座（現・糸あやつり人形一糸座）が音楽人形劇（脚本・演出：天野天街）として上演しようとしたが、著作権者の許可が下りずに上演中止。2016年、著作権者の許可が得られ、東京と四日市で上演。
- 単行本が出版されて80年目の2015年には、NHK BSプレミアムにて、テレビドラマ「私の青おに」が放映された。『赤鬼と青鬼に「その後の話」があったら』というモチーフの、現代劇のオリジナルストーリーとなっている。